# Uroš Predić
Uroš Predić (em sérvio:  Урош Предић; Orlovat, 7 de dezembro de 1857 – Belgrado, 12 de fevereiro de 1953) foi um pintor realista sérvio. Junto com Paja Jovanović e Đorđe Krstić, ele é considerado o mais importante pintor sérvio do realismo. Predić é mais lembrado por seus primeiros trabalhos, nos quais retratava a vida "real" de pessoas comuns. Mais tarde, ele fez uma grande contribuição na pintura de igrejas e retratos. A obra de Predić inclui um total de 1658 obras.

## Biografia

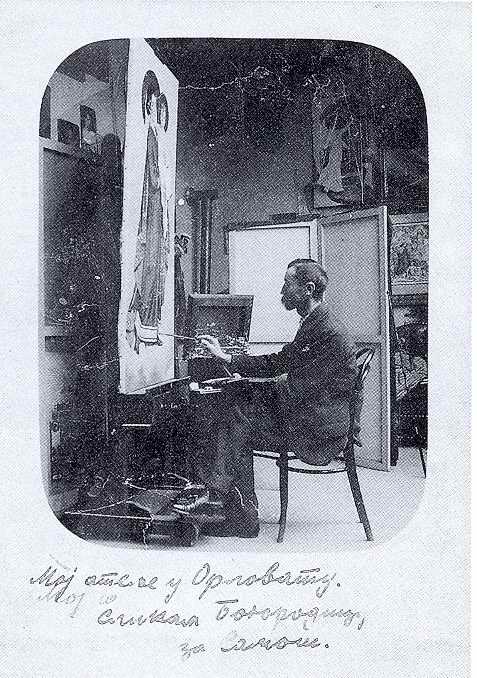
Uroš Predić em seu estúdio, 1924

Ele nasceu em Orlovat, então parte do Império Austríaco e frequentou a escola primária em Crepaja. Depois de terminar o ensino médio em Pančevo (esta escola mais tarde recebeu seu nome), ele foi para Viena para estudar na academia em 1876. Formou-se na Academia de Belas-Artes de Viena em 1880.  Ele estudou na classe do professor Christian Griepenkerl, que também ensinou Paja Jovanović, contemporâneo de Predić. Durante seus estudos, ele recebeu o prêmio Gundel – por uma pintura de modelo masculino a óleo. Em 1882, trabalhou no estúdio particular do professor Grieppenkerl e, no período de 1883 a 1885, foi professor assistente do Departamento de Antiguidade da Academia de Arte de Viena. Durante esse período, sob a instrução do professor Grieppenkerl e do arquiteto Theophil Freiherr von Hansen, ele pintou 13 pinturas murais de composições antigas, históricas e mitológicas para o friso da Câmara dos Lordes no Reichsratsgebäude (Edifício do Conselho Imperial) em Viena. 
Em 1885, ele retornou a Orlovat, onde pintou uma série de quadros sobre a vida de seus conterrâneos. Depois disso, de 1886 a 1889, ele viveu em Belgrado, e de 1890 a 1893 em Novi Sad e Stari Bečej. De 1894 a 1909, Predić viveu em Orlovat e, de 1909 até sua morte, viveu e trabalhou em Belgrado.  A primeira exposição de suas pinturas foi em 1888 em Belgrado. Ele foi eleito para o grupo de pintores que representou a Sérvia na Exposição Universal de 1889, em Paris. Em uma pequena galeria ele apresentou as 8 pinturas a óleo. Embora os críticos franceses não tenham reconhecido seu trabalho, Predić se tornará muito popular na Sérvia, especialmente por causa do senso de humor demonstrado em algumas obras. Ele teve muitas exposições, tanto na Sérvia quanto no exterior. Mais tarde, sua produção foi composta principalmente de retratos e ícones. 
Ele foi um dos fundadores da Sociedade "Lada" em 1904 (ao lado de Beta Vukanović, Marko Murat, Đorđe Jovanović, Simeon Roksandić),  e tornou-se seu presidente. Ele foi eleito membro associado da Academia Real Sérvia em 26 de janeiro de 1909 e em 3 de fevereiro de 1910 como membro regular. Predić expôs suas obras de arte como parte do pavilhão do Reino da Sérvia na Exposição Internacional de Arte de 1911.  Ele foi um dos fundadores da Sociedade de Pintores de Belgrado em 1919,  e foi seu primeiro presidente. Predić pintou os ícones para a igreja ortodoxa de Bečej e os ícones para a capela de Bogdan Dunđerski. Ele morreu em 1953 em Belgrado, aos 95 anos. Ele foi enterrado em Orlovat.
O estúdio de Uroš Predić, onde pintou suas obras mais valiosas no período de 1909-1953, está localizado na Rua Svetogorska 27, em Belgrado. 

## Obras
Algumas de suas obras famosas incluem Irmãos Alegres, Órfão (no túmulo da mãe), a pintura histórica Fugitivos da Bósnia e Herzegovina e talvez sua mais conhecida Donzela do Kosovo. Predić também pintou os famosos retratos dos presidentes da academia sérvia: Sima Lozanić, Stojan Novaković (1920), Jovan Žujović (1921), Jovan Cvijić (1923), Slobodan Jovanović (1930), Bogdan Gavrilović (1935) Aleksandar Belić (1940). Ele também pintou retratos de Michael I. Pupin, Laza Kostić, Mihailo Petrović Alas (1943), Ksenija Atanasijević (1917), Branislav Petronijević (1911) entre outros. 

## Galeria

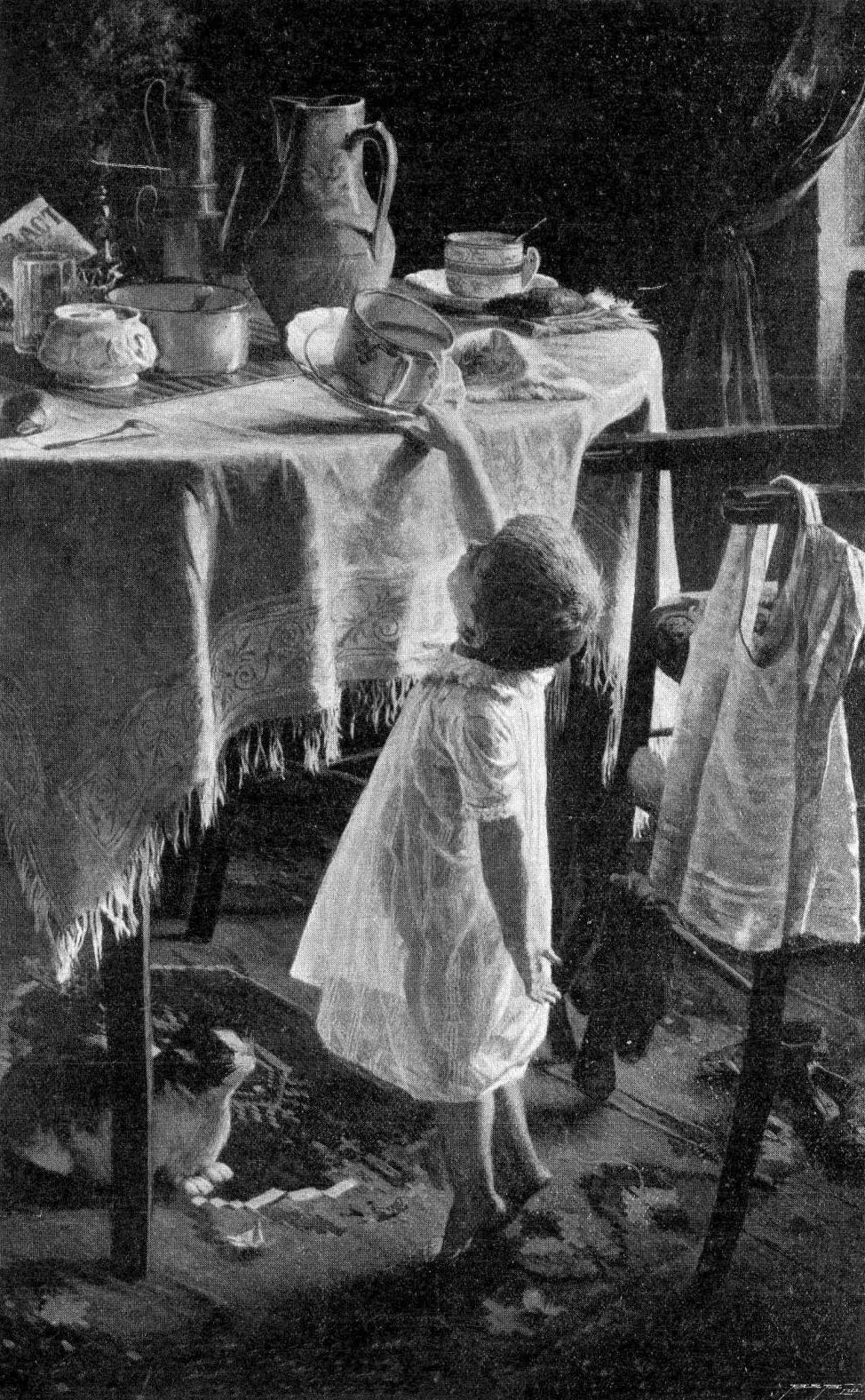
Cópia de Vai ser um problema (1886) publicada em Nova iskra (1899); o original nunca foi recuperado.
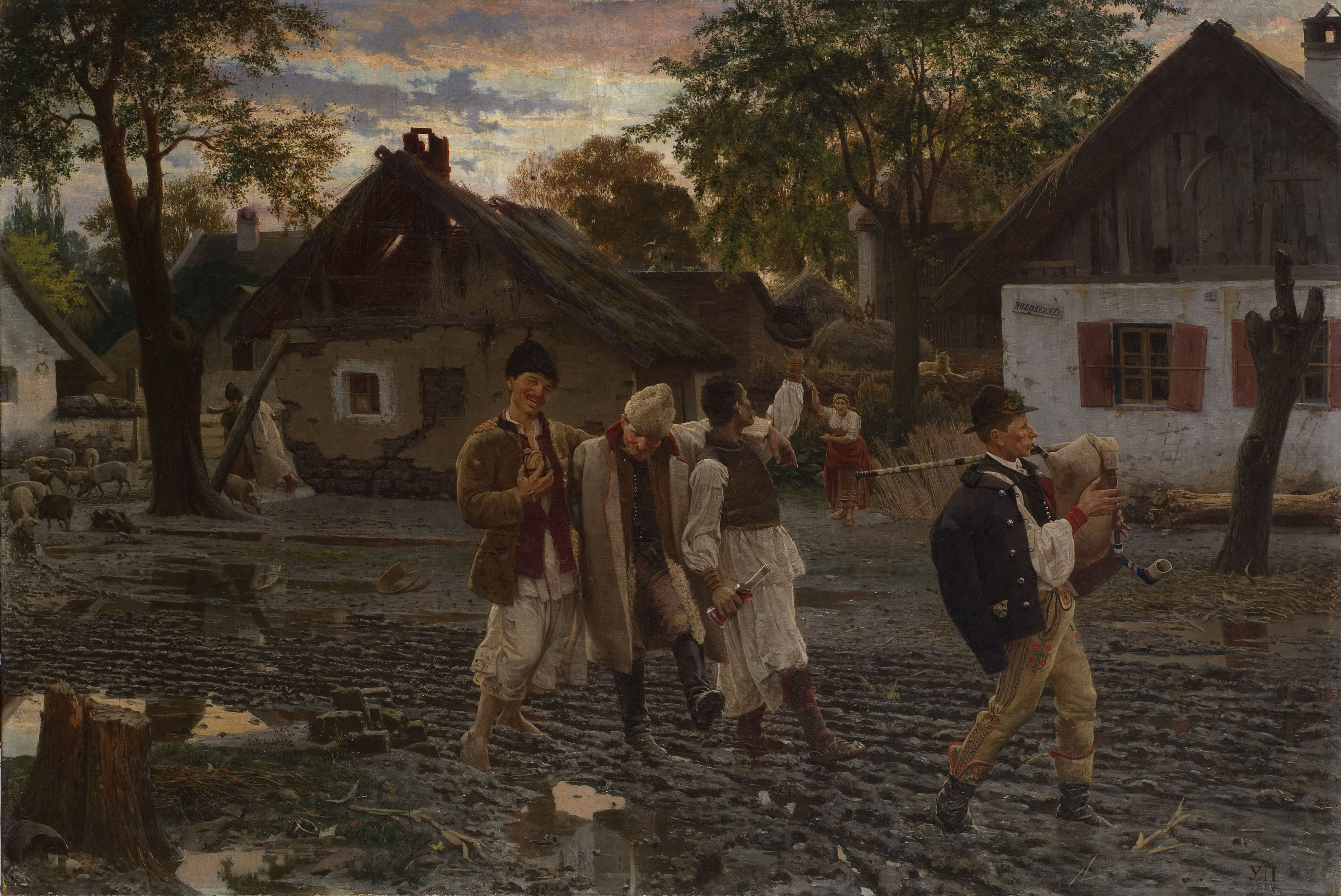
Irmãos Felizes, pintura, 1887
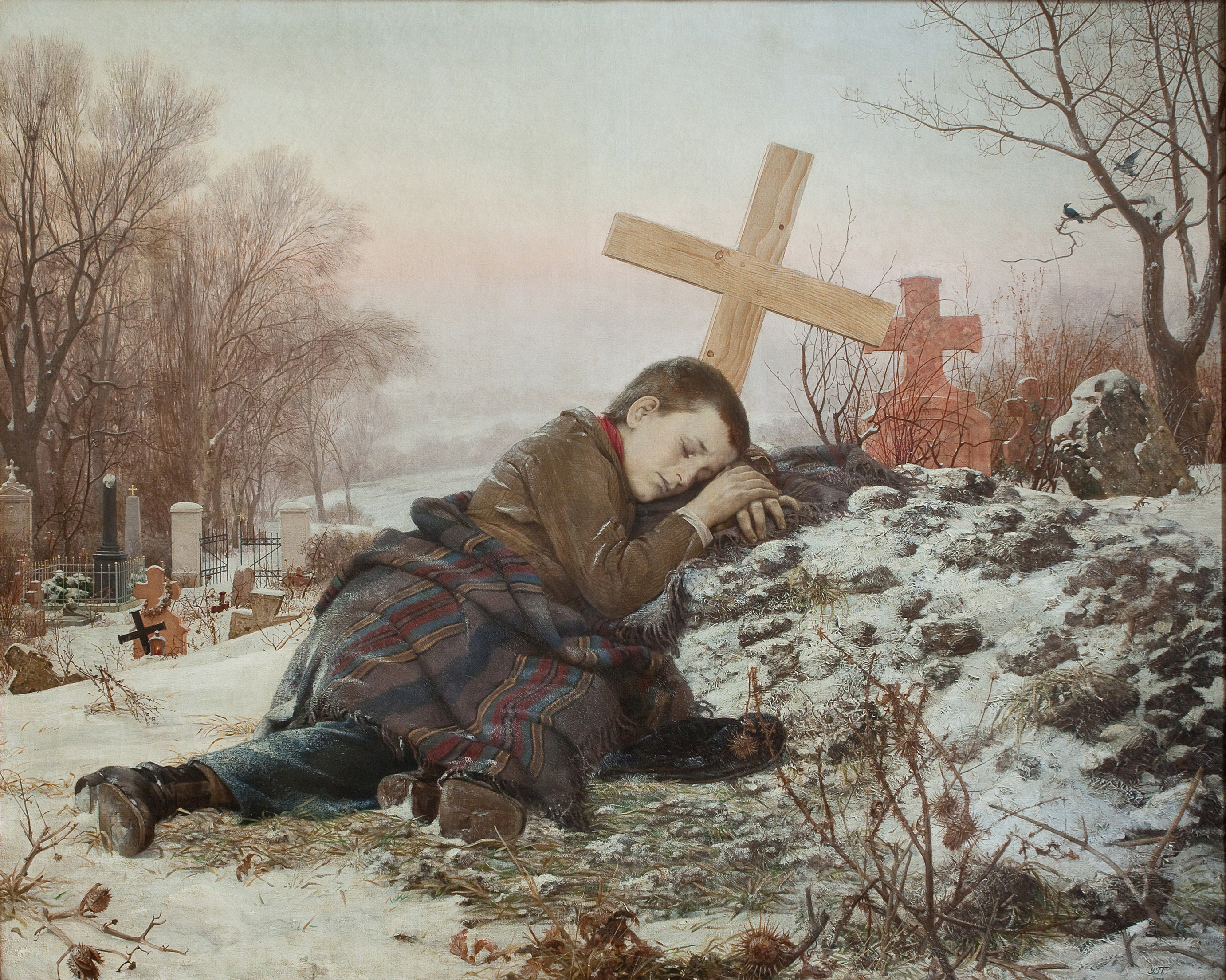
Órfão no túmulo da mãe, pintura, 1888
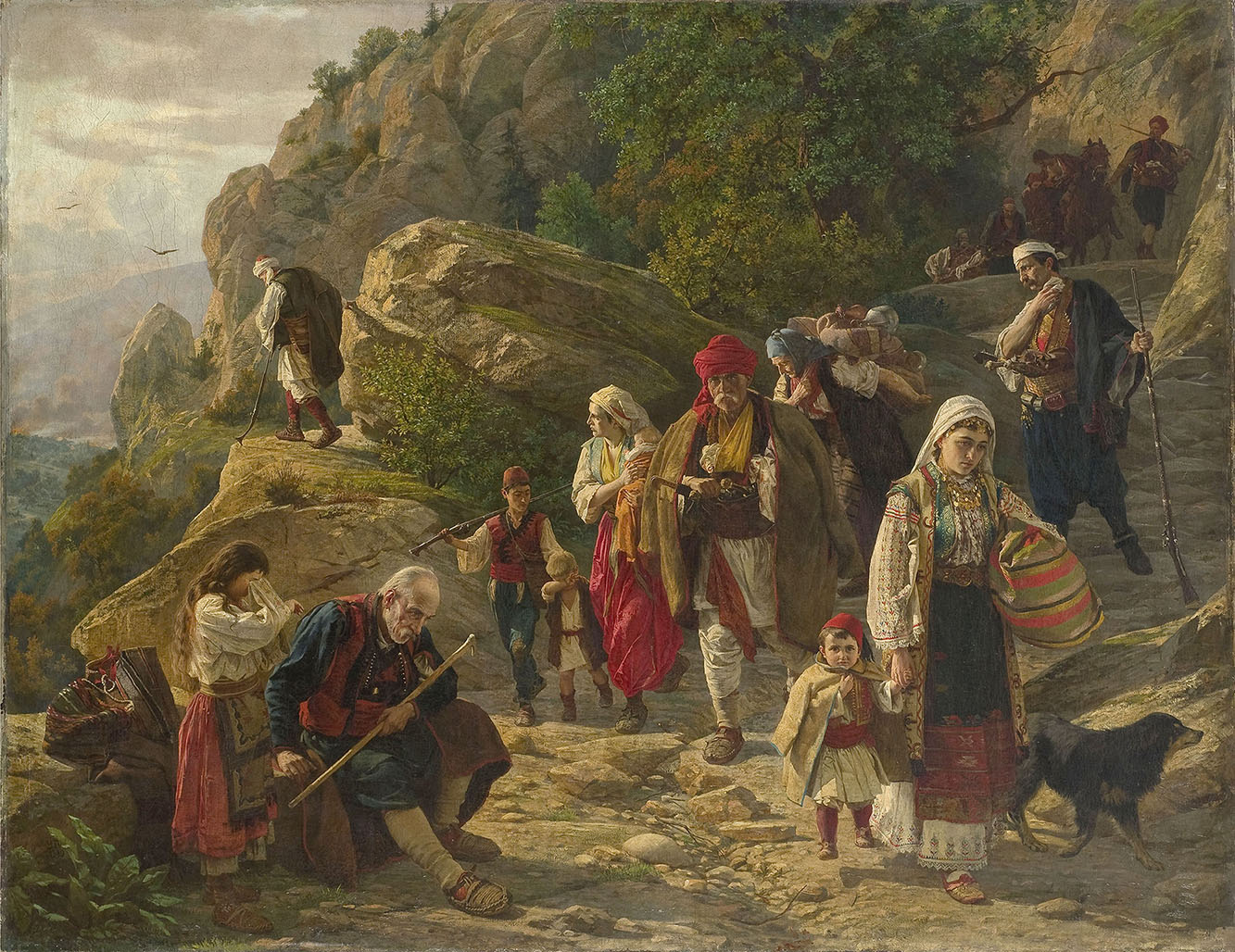
Refugiados da Revolta da Herzegovina, pintura, 1889
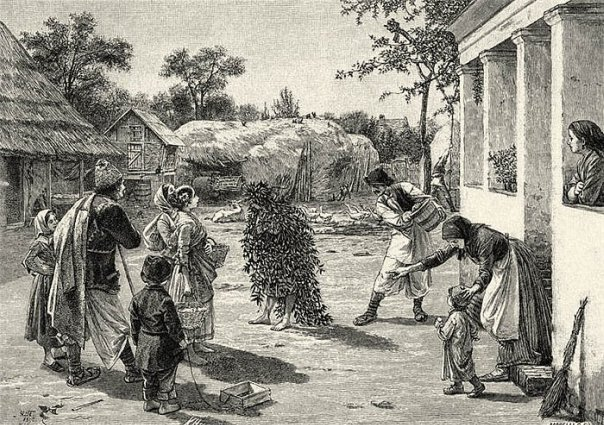
Rega de Dodola, pintura, revista Orao, 1892
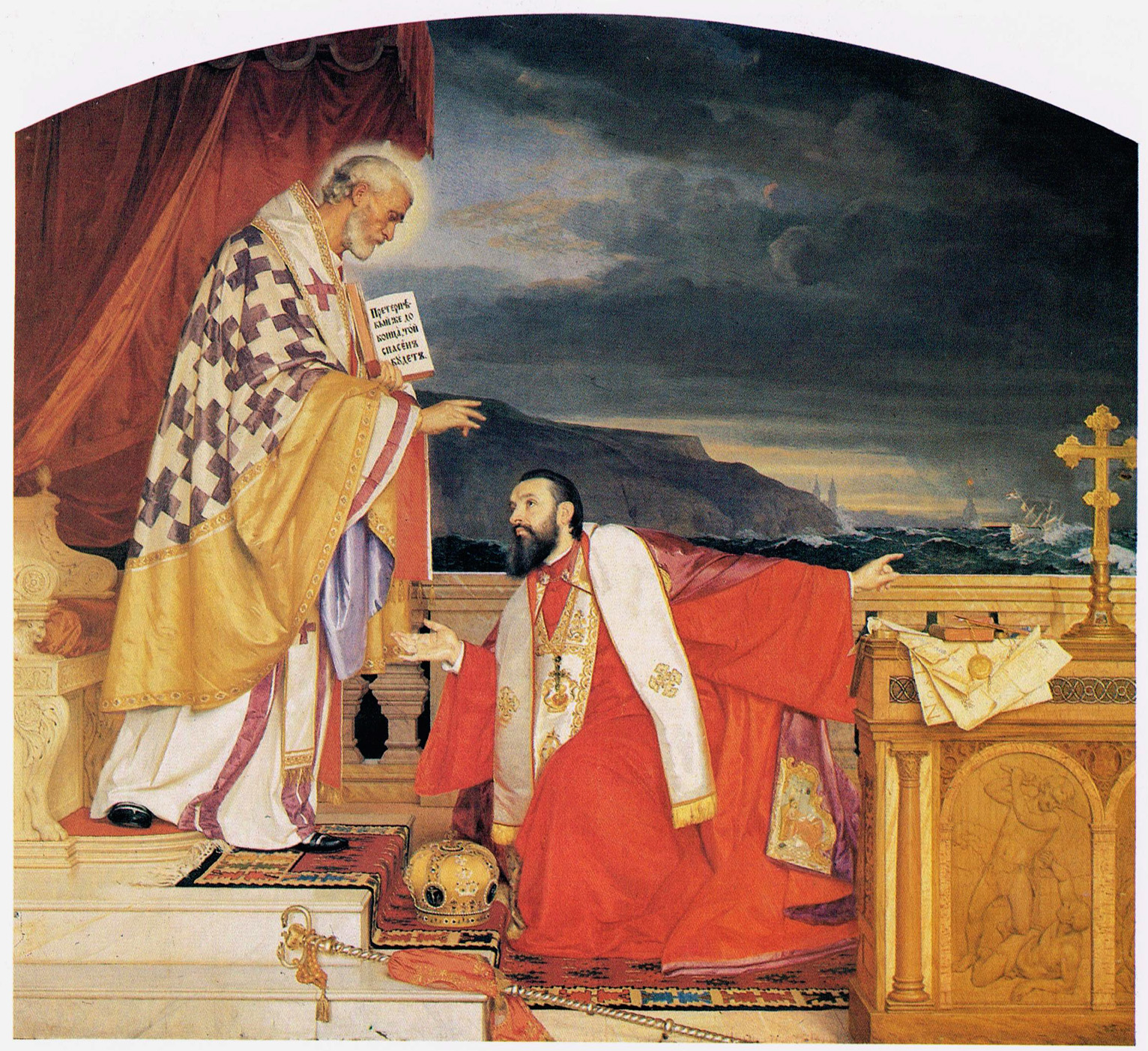
O Mar Turbulento, pintura, 1910
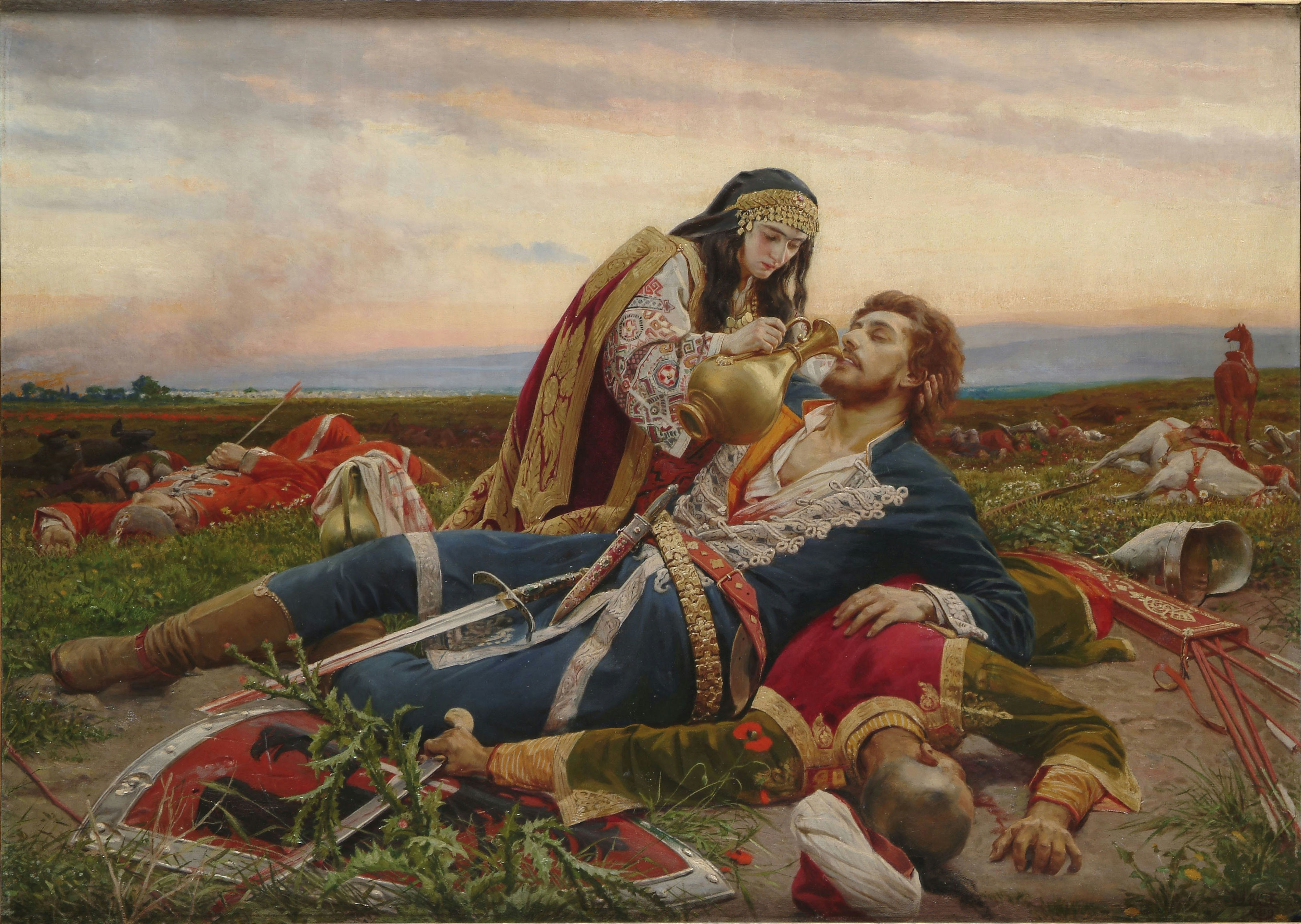
Donzela do Kosovo, pintura, 1919
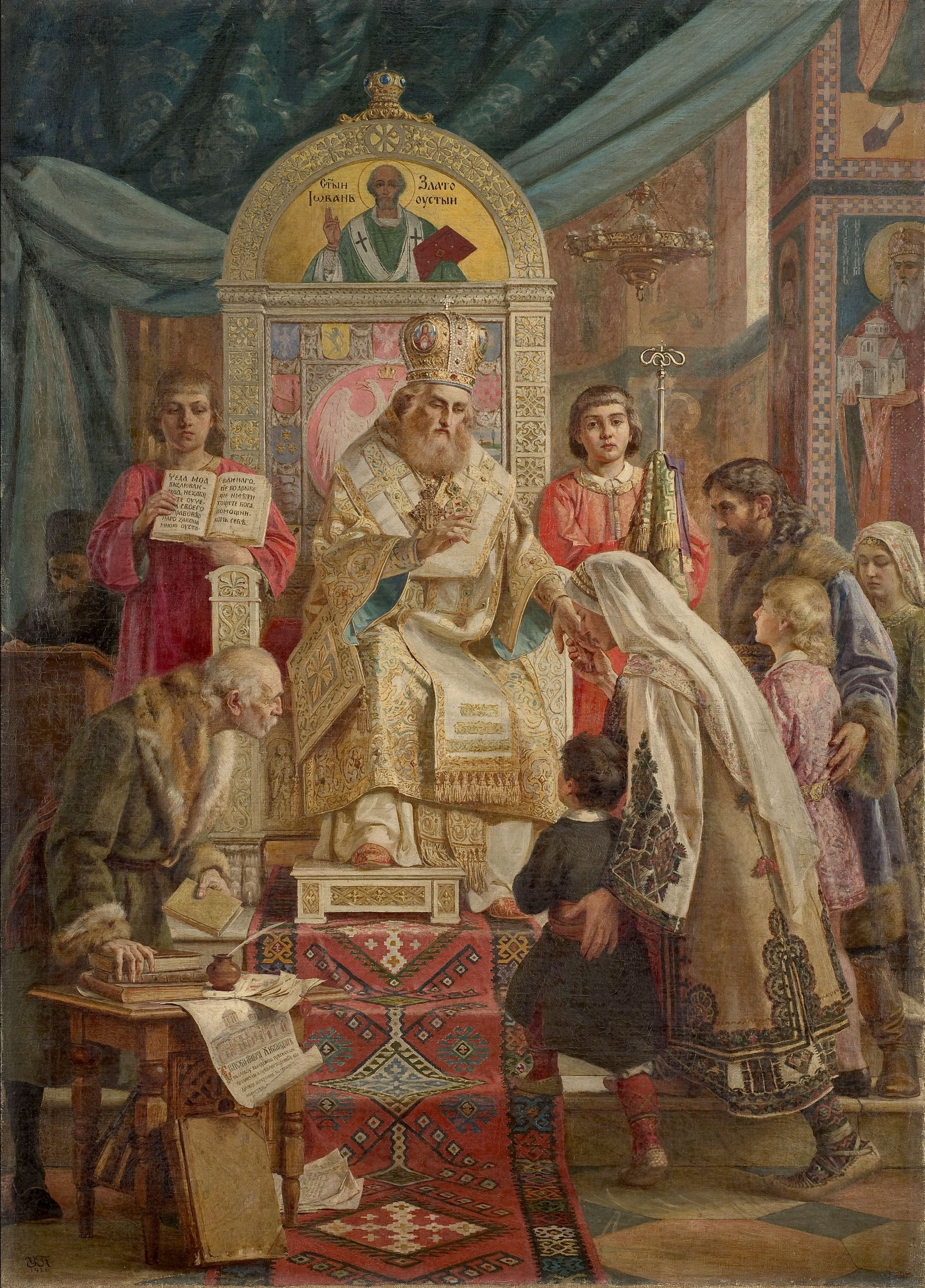
São Sava abençoa a juventude sérvia, 1921
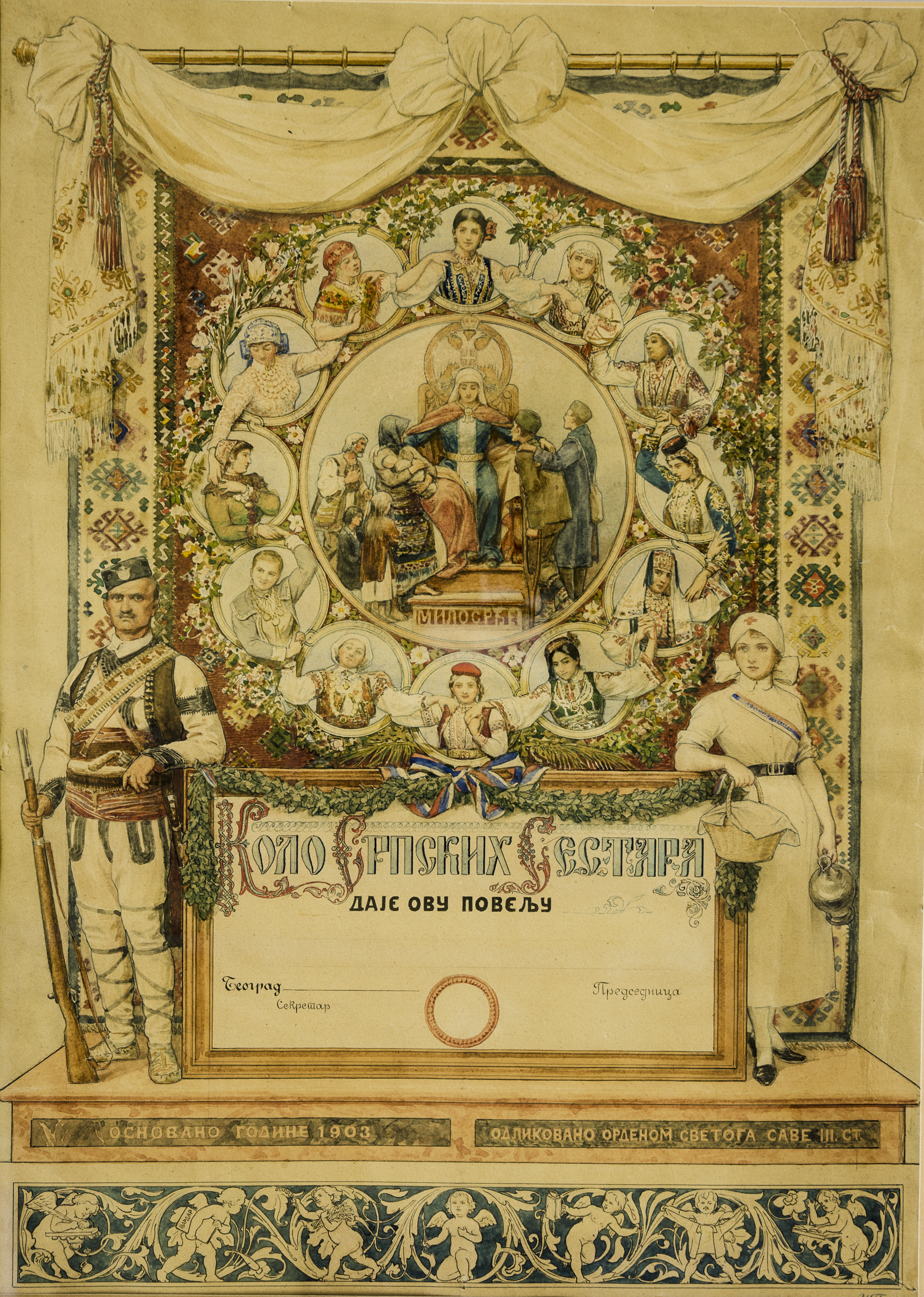
Carta do Círculo de Irmãs Sérvias, 1922
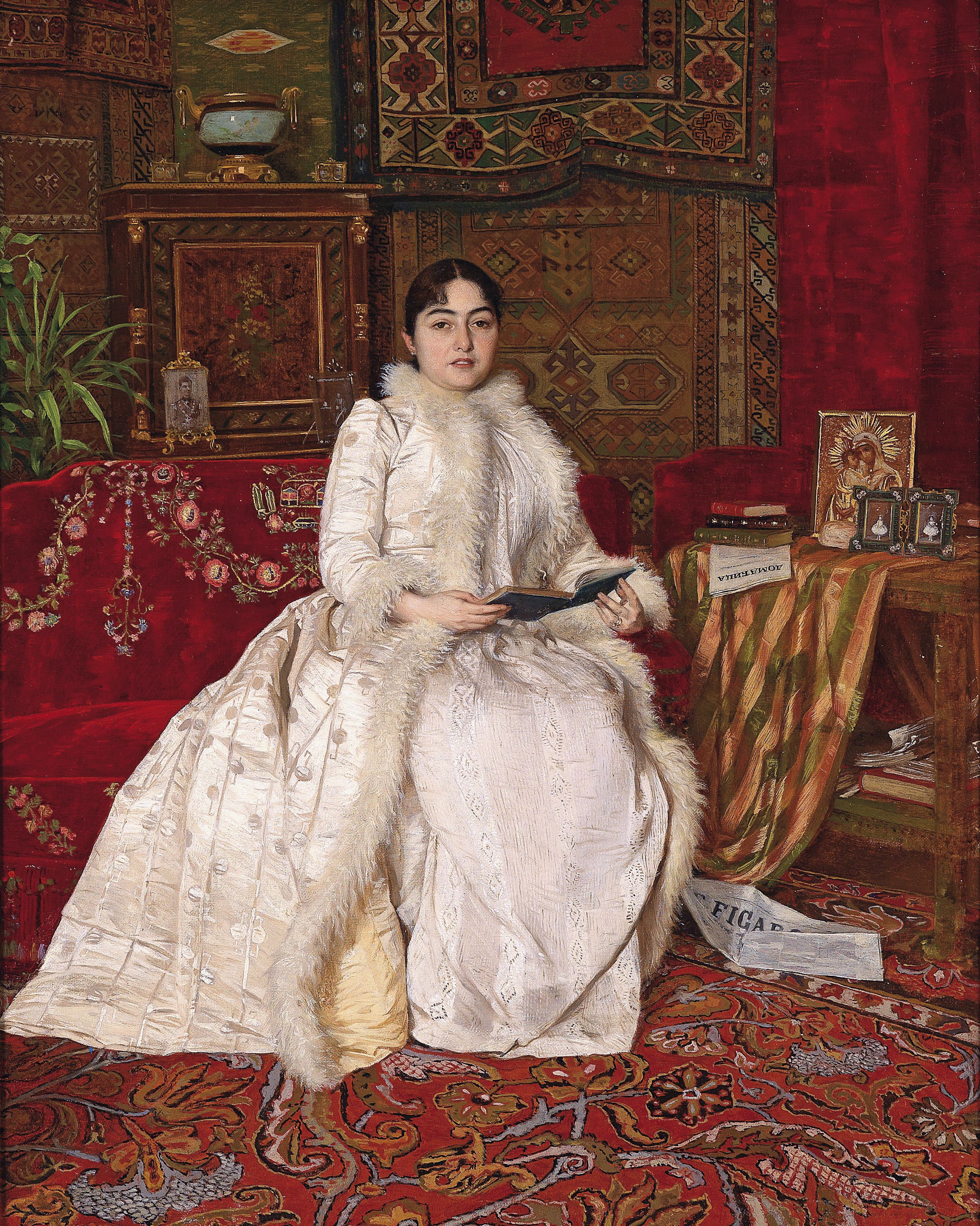
Rainha Natalia Obrenović da Sérvia
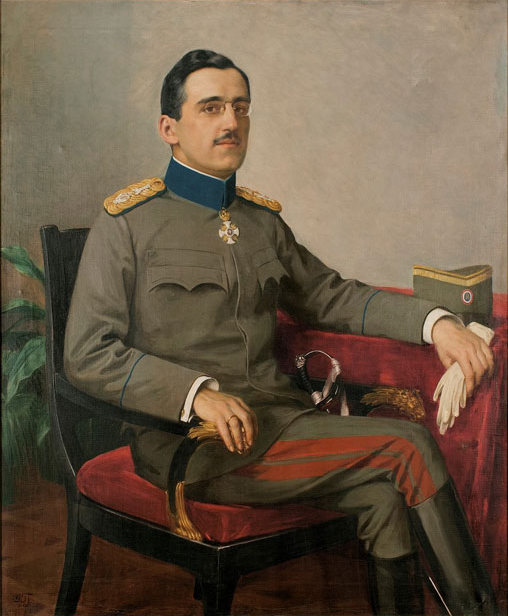
Rei Alexandre I da Iugoslávia por Uroš Predić
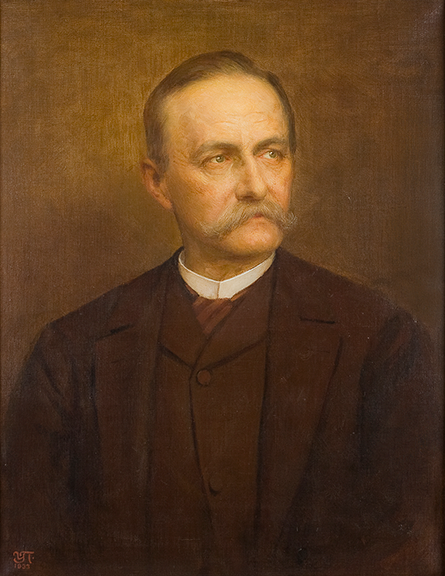
Jovan Jovanović Zmaj
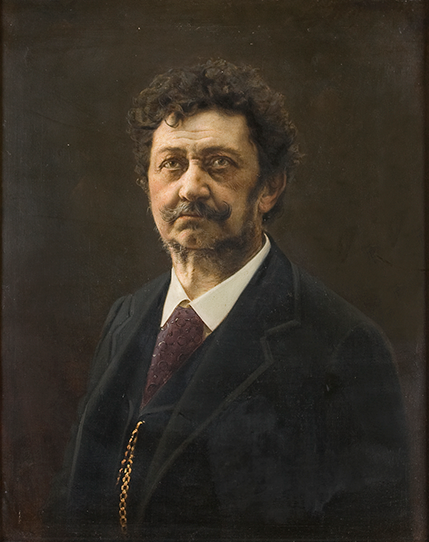
Laza Kostić
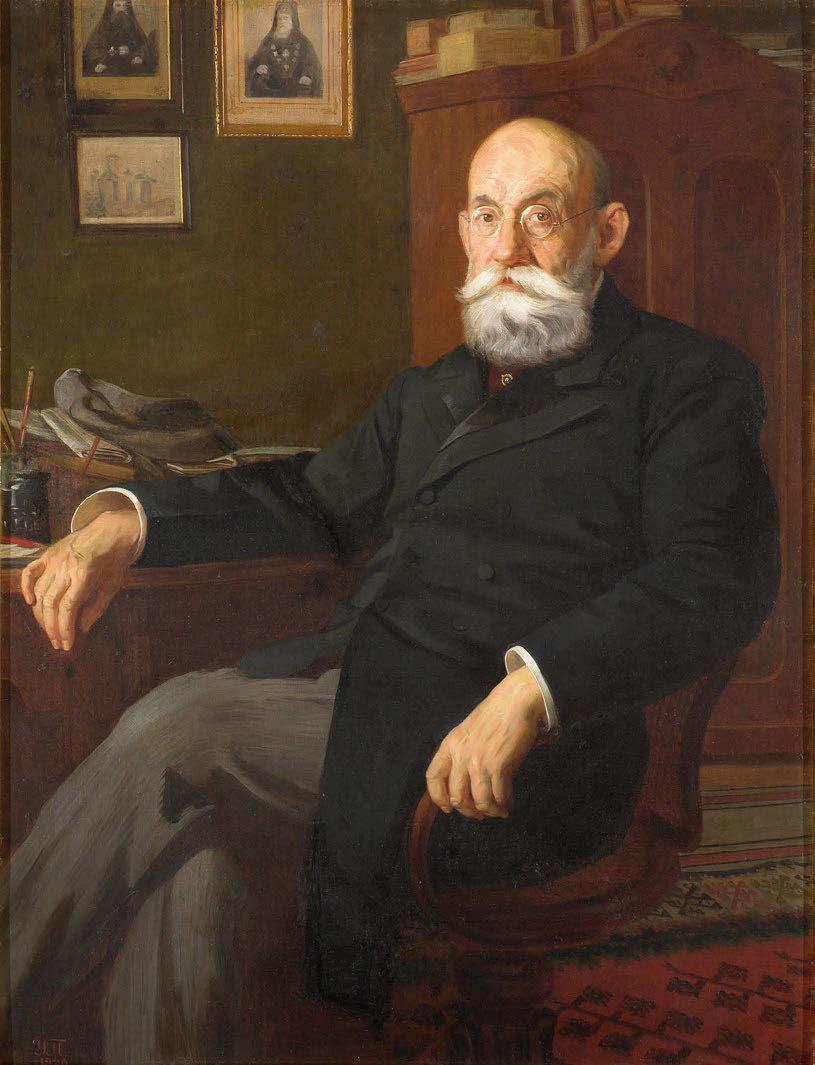
Stojan Novaković
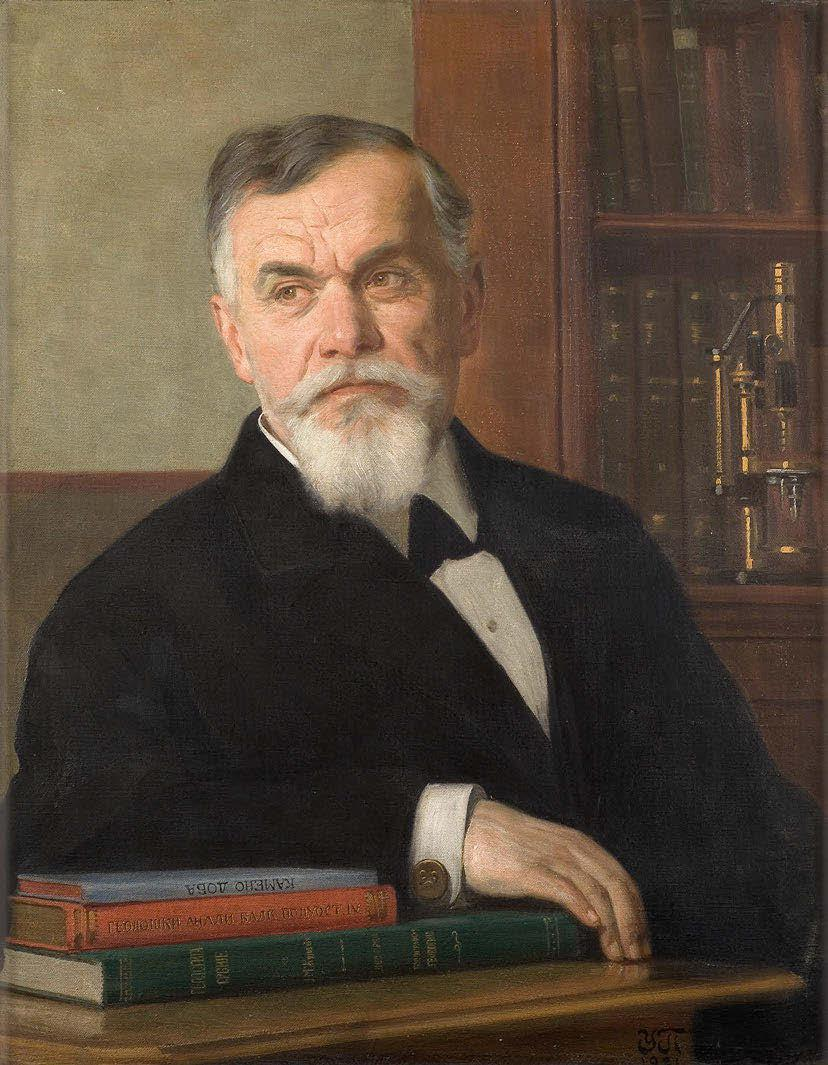
Jovan Žujović
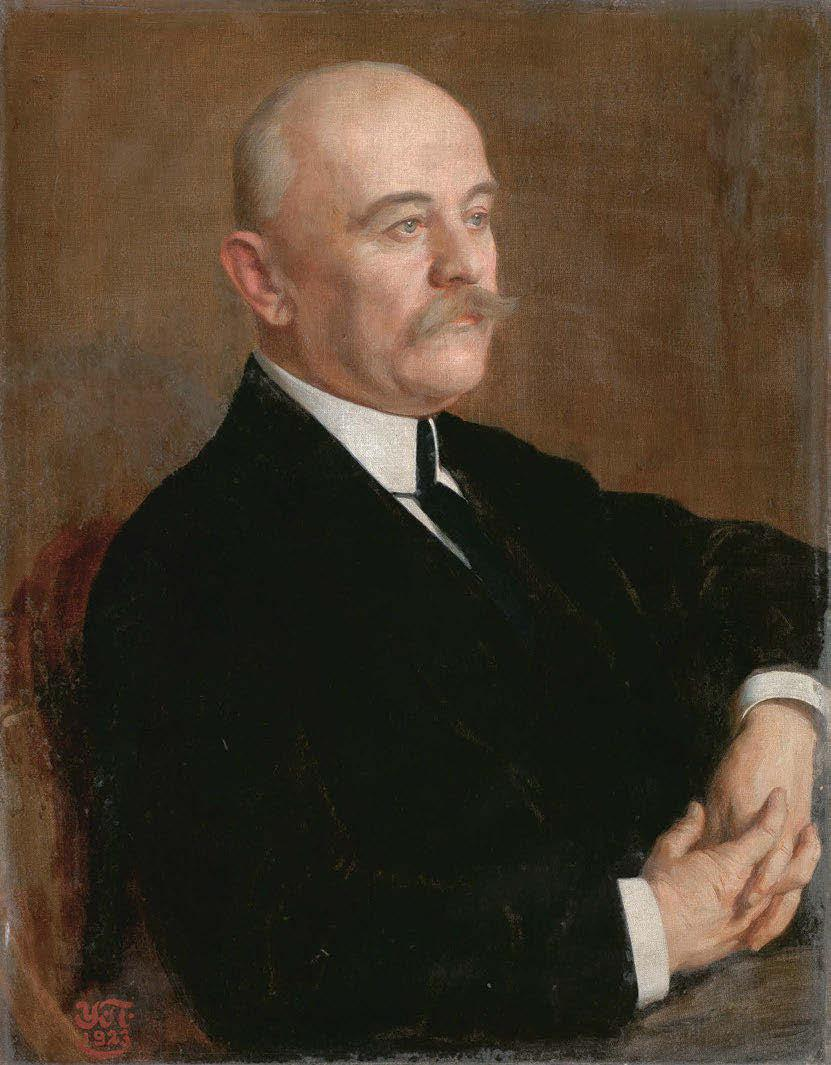
Jovan Cvijić
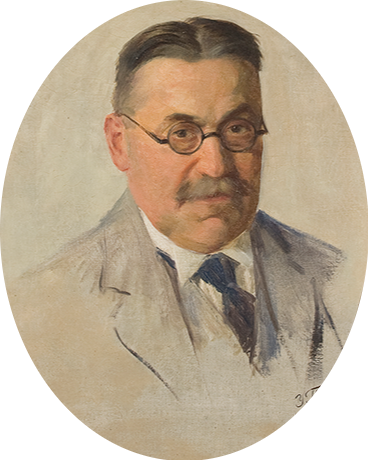
Mihailo Pupin
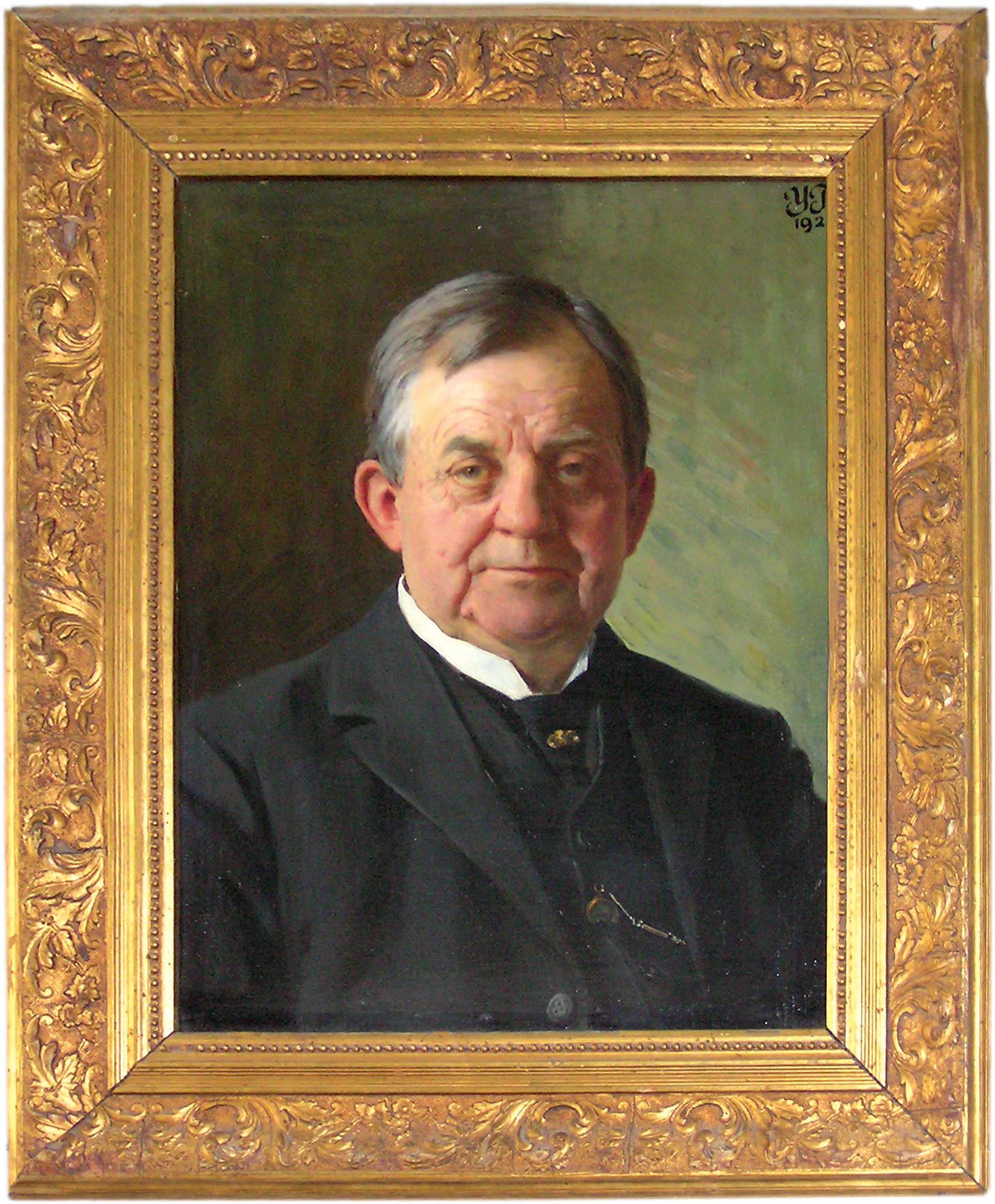
Pera Dobrinović
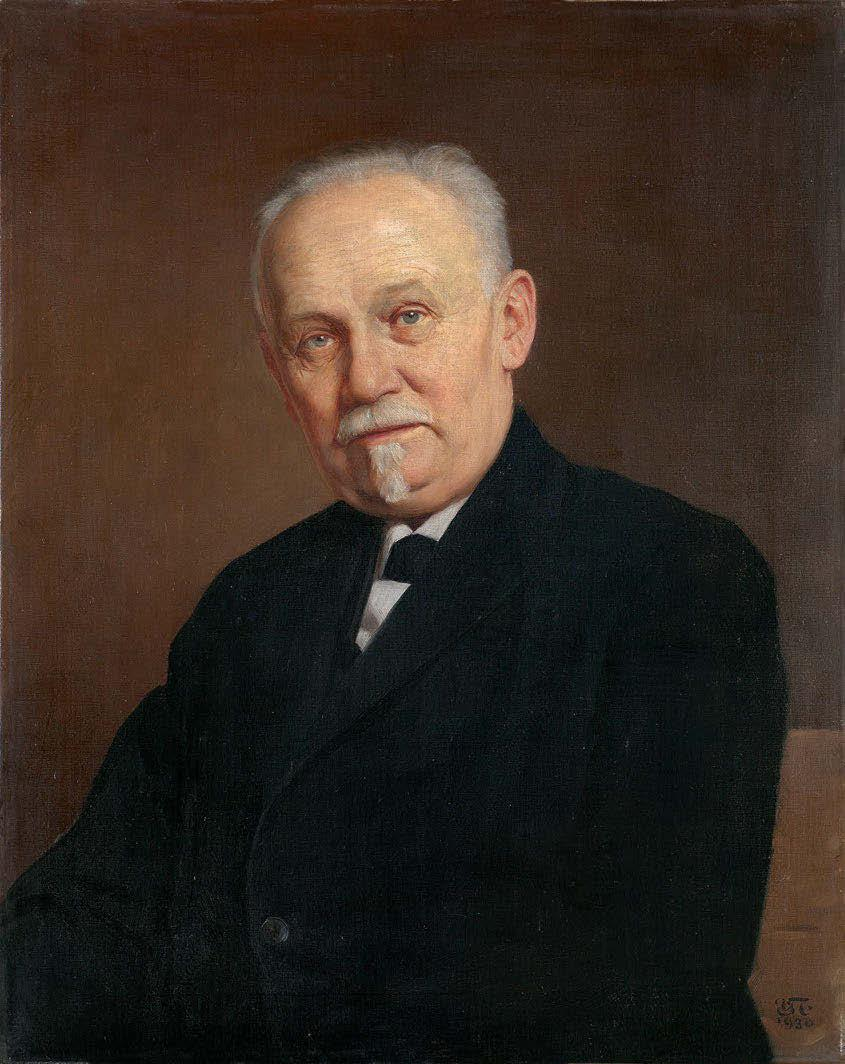
Slobodan Jovanović